# Beach Party Animals
Beach Party Animals ist ein US-amerikanischer Reality-Film aus dem Jahr 2003. Er wurde von Universal Pictures produziert. Die Story verfolgt Eddie Macsalka, der mit fünf Freunden zum Spring Break nach Cabo San Lucas fährt, um seine Unschuld zu verlieren.

## Hintergrund
Vermarktet wurde Beach Party Animals als Dokumentarfilm. Der Film wurde nur einen Monat vor dem sehr ähnlichen Film The Real Cancun veröffentlicht.
Im Film kommen zwei Zwergwüchsige vor, die in einem zweiten Handlungsstrang eine ähnliche Mission wie Eddie haben.

## Kritiken
„„Drunken Jackasses: The Quest“ heißt diese aufschlussreiche Würdigung amerikanischer Studentensitten im Original, was schon eher als der deutsche Titel auf den quasi-dokumentarischen Charakter des Gezeigten schließen lässt. Tatsächlich wird einfach die Kamera draufgehalten im besten Stile einer unzensierten MTV-Reality-Show, wenn amerikanische Studiosi im Angesicht der Tretmühle des Lebens alle Hemmungen und Hüllen fallen lassen bzw. der Held der Geschichte seine Körbe kassiert. Könnte mit entsprechender Empfehlung Potential entfalten.“

„über Spring-Break-Saufsausen
Spring Break (Frühlingsferien) im mexikanischen Cabo San Luca, dem Ballermann von US-College-Studenten. Während seine Kumpels feiern, versucht Eddie, seine Unschuld zu verlieren… Wer jetzt an „American Pie“ denkt, hat sich geschnitten. Die Pseudo-Doku von Regisseur Mike Fleiss, Erfinder der Reality-Show „Bachelor“ und Produzent des Ekelhorrors „Hostel“ (2006), ist einfach nur gruselig!“